# プロビンチャーレ
プロビンチャーレ（イタリア語: provinciale）は、規模が小さい地方都市のスポーツクラブを指す用語。プロビンチャ、プロビンチア（イタリア語: provincia）という表記もよく使われる。
一般にはサッカーにおいて使用されており、予算規模の大きく、都市部に本拠地を置き、各国代表級の選手が多数所属するチーム・「ビッグクラブ」の対義語として使われている。主に、中小規模の市区町村に本拠地を置き、球団経営の予算規模や協賛スポンサー収入が少ないクラブをこう呼んでいる。
日本においては、J2リーグやJ3リーグ、日本フットボールリーグ（JFL）にプロビンチャーレに相当する地方クラブが多く存在する。城福浩は「Jリーグチームの2/3はプロビンチャである」「将来的には9割がプロビンチャになる」としている。